# دهستان سرآب قامیش
دهستان سرآب قامیش نام دهستانی در بخش مرکزی شهرستان سنندج، استان کردستان در ایران است. براساس سرشماری مرکز آمار ایران در سال ۱۳۸۵، جمعیت آن ۴۷۱۹ نفر (۱۰۳۴ خانوار) بوده‌است. روستای سرآب قامیش در ۱۵ کیلومتری شهر سنندج واقع شده است. 
این روستا به دهکدۀ تعاونی شهرت یافته و اهالی آن با مشارکت در تعاونی‌ها به توسعۀ اقتصاد روستای خود پرداخته‌اند. به دلیل وجود سد قشلاق تعاونی صیادان در روستای راه‌اندازی شده که ۳۸ نفر در آن فعالیت می‌کنند. همچنین تلاش می‌شود تا تعاونی دامداران و قالیبافان در روستا تأسیس شود. این امر سبب شده تا روستای سرآب قامیش به جز مهاجرت معکوس، مهاجرت دیگری نداشته باشد.
روستای سرآب قامیش با مشکلاتی مانند تبدیل شدن زمین‌های کشاورزی به مسکونی، فقدان آب اشامیدنی (۱ ساعت در شبانه‌روز)، آنتن‌دهی بسیار ضعیف تلفن‌های همراه، محدود بودن اینترنت ADSL به ۲ مگابیت، قطع مکرر برق و تلفن ثابت، گرانی زمین مسکونی و فساد شورای اسلامی روستا و دهیاری مواجه است.